# Липківський Сергій Онуфрійович
Сергі́й Липкі́вський (20 березня 1871, с. Лебедин, Уманський повіт, Київщина, нині — Кропивниччина — ?) — український громадський діяч, педагог, голова Катеринославської «Просвіти» (до 1910). Походив з родини священника. Вчився в Уманському духовному училищі.

## Біографія
Сергій Липківський народився 20 березня 1871 року (за старим стилем) в селі Лебединка Уманського повіту у родині священника Онуфрія Костянтиновича Липківського (брат майбутнього митрополита УАПЦ) та Єлизавети Степанівни.
1886 року закінчив Уманське духовне училище, 1892 року — Київську духовну семінарію. 1896 року Липківський закінчив Київську духовну академію (навчався разом із Олександром Лотоцьким), отримав звання кандидата богослов'я.
Мав братів Опанаса, 1874 р.н., який навчався в Київській духовній семінарії, та Олександра, 1879 р.н., який знаходився на утриманні матері.
Теплий спомин про Липківського лишив його великий приятель і однокурсник по Київській духовній академії в 1892—1896 Олександр Лотоцький (1870—1939):

«...члени українських гуртків, що були в кожній семінарії, просочувалися в академію так само трудно, як мотуз через гольчане вушко. З українського гуртка попало в академію на моїм курсі лише двоє: киянин Сергій Онуфрієвич Липківський та я. Липківський був людиною мені близькою не лише ідейно, але й особисто. Як товариш по праці, він у мойому тодішньому житті займав таке ж місце, як пізніше, у Петербурзі, П. Я. Стебницький. Протягом чотирьох літ перебування нашого в академії ми з ним близько ділили радощі й журбу нашого життя — товариського й громадського. Називали нас Ая-ксами, — бо були ми нерозлучні і один одного доповнювали.
Усе робили ми за спільною участю і щодо поради, і щодо виконання. Все, про що говоритиму далі й за часу студентства, належить до С. О. Липківського не в меншій мірі, як до мене. По скінченню школи доля розвела нас.
Він поїхав учителювати до Катеринослава, розвинув там енергійну працю в «Просвіті», а після перенісся до Маріуполя. Розлуку з ним я відчував тяжко і довго». 

У дальших розділах спогадів «Сторінки минулого» автор подає, що жандармське управління довірливо повідомило ректора академії, що однокурсники Лотоцький і Липківський керують українофільським гуртком в академії.
Разом з товаришем О. Лотоцький їздив на Різдво до своїх батьків у Білоусівку на Поділлі:

«Одну велику подорож по Поділлю відбули ми улітку з Сергієм Липківським. Взяли ми у моїх батьків коней та й поїхали од села до села по наперед встановленому маршрутові. Спинялися де по заїздах, в містах і містечках, де по батюшках — у родичів, знайомих і навіть незнайомих. Ся остання подорож, як і подорож з братом, були для мене дуже корисні, — давали знайомство з життям на Поділлю в ріжних обставинах. Подорож з Липківським описав я у кількох числах львівської «Правди».

Липківський разом з Миколою Міхновським були дружбами на весіллі О. Лотоцького в Сидорівці влітку 1896. Липківський входив до гуртка співробітників, які опрацьовували біографічний словник діячів-українців та чужинців, що якимось чином спричинилися в своїй діяльності до української справи чи працювали на українській території. Липківський разом з іншими опрацьовував біографії діячів з церковного поля.
Словник було доведено до літери «О», на кожну літеру припадало 200 — 300 життєписів. На жаль, словник так і не побачив світу.
О. Лотоцький пригадує, що вони з Липківським пакували книгозбірню Михайла Грушевського, коли той у 1894 від’їжджав з Києва до Львова:

«удвох з товаришем Сергієм Липківським взялися ми впакувати книгозбірню та пустити її в далеку дорогу своїми руками. Днів два чи три укладали ми книжки. Товариш мій був людина педантична та ще й до того платонічно закохана взагалі у книжку.
Треба було бачити, як старанно пристосовував він книжку до книжки, дбаючи про економію місця, з якою ніжністю перекладав він папірцем палітурку від палітурки, щоб, бува, не потерлися в дорозі; наклавши повну книжками скриню, він жалісно похитував головою і прицмокував, вганяючи молотком цвяхи в дерево, ми почували себе трохи так, наче забивали в труну когось близького...»

О. Лотоцький подає також, що перед навчанням у Київській духовній академії Липківський був вихованцем Уманської духовної школи (училища), а коли пише про українську громаду в Києві, де вів перед Липківський, зазначає: «В громаді було досить хороших співців, а серед них перша роль належала С. Липківському». Далі мемуарист пригадує, як свідома молодь перекладала популярні романси з російської мови на українську.
У 1896 Липківський закінчив Київську духовну академію і отримав звання кандидата богослів'я.

### Переїзд до Катеринослава і діяльність в місцевій «Просвіті»
27 серпня 1898 року його призначено помічником інспектора до Ставропольської духовної семінарії. Але, як засвідчують архівні матеріали, до цього він встиг влаштуватися на викладацьку посаду в Катеринославське жіноче училище духовного відомства, а тому від призначення відмовився. Таким чином, можна вважати, що від 1898 доля Липківського була пов'язана з Катеринославом. За даними Катеринославського Адрес-календаря за 1900, Липківський працював в Єпархіальному жіночому училищі, викладав закон Божий в нижчих класах.
Відтоді він — активний громадський діяч на Січеславщині, лектор із питань української культури та літератури. Публічні виступи виголошував українською мовою.
4 жовтня 1906 року відбулися установчі збори Катеринославської «Просвіти», на яких Сергія Липківського обрали до складу ради товариства, згодом він очолив «Просвіту» (працював до 1910).
1 січня 1906 року в Києві почала виходити перша східноукраїнська щоденна політична, економічна і літературна газета «Громадське слово». У її програмі було подано список тих, хто згодився писати до неї. Серед них знаходимо й ім’я Липківського.
У Катеринославі він активно виступав як лектор. Так, 15 листопада 1908 року читав лекцію «Попередники Котляревського в книжній українській літературі», а 5 грудня 1908 року — «Драматичні твори Котляревського», 29 жовтня 1908 року — лекцію «Котляревський і його «Енеїда» (докладно переповів її Т. Митрус у своєму дописі «Лекції Катеринославської «Просвіти»), 26 листопада 1908 року — «Літературна школа Котляревського».
У першій половині 1909 року прочитав три лекції «по різним питанням українського життя» в помешканні товариства (Торгова, 8). 11 лютого 1909 року у власному помешканні «Просвіти» по вул. Торговій, 8 він читав лекцію «Преса (історичний нарис)». 1 березня 1909 року Амурське Запорозьке товариство «Просвіта» біля Катеринослава за два роки свого життя влаштувало першу лекцію українською мовою. Липківський читав про Котляревського.
Липківський виступав українською мовою від імені Катеринославської «Просвіти» 30 серпня 1909 на закладинах громадського будинку Мануйлівської «Просвіти» (тоді ж виступав місцевий священник і Микола Биков). 12 січня 1910 року керівники Мануйлівської «Просвіти» Федір Сторубель і Михайло Томильченко клопоталися перед начальником жандармського відділення Катерининської залізниці про дозвіл на прочитання Липківським у Мануйлівці публічної лекції «Рідна мова як засіб первісного навчання».
Збереглася програма лекції, писана особисто лектором, яку Липківський читав 31 січня 1910 року в помешканні їдальні Нижньодніпровських майстерень.

### Переїзд до Маріуполя, робота викладачем

Маріупольське єпархіальне училище, де викладав С. Липківський. Фото 1915 р.

У 1910 року Липківський виїхав з Катеринослава до Маріуполя, де з 1 вересня 1910 року викладав у жіночій єпархіальній школі (Звідомления за 1912), але залишався членом Катеринославської «Просвіти». Нині у будинку Маріупольської єпархіальної жіночої школи — один з корпусів Приазовського університету. Д. Дорошенко твердить, що Липківський — брат митрополита Української автокефальної церкви Василя Липківського. Тим часом, як відомо, митрополит Василь Липківський, отже, або не брат, або не рідний, а двоюрідний. Василь Липківський, як подає Демид Бурко, народився 20 березня 1864 року в с. Попудні Липовецького повіту на Київщині в родині священника Костянтина Липківського, дід якого походив з Галичини.
Після Лютневої революції 1917 року обирався гласним міської думи Маріуполя.

### Повернення до Катеринослава
Наприкінці 1917 року Сергій Липківський повернувся до Катеринослава. Із тогочасних газет відомо, що він читав лекції з української мови та літератури на курсах українізації в Катеринославі, Олександрівську (нині Запоріжжя), Павлограді.
Збереглося десять листів Липківського до Д. Яворницького періоду 1906—1908, коли Липківський очолював місцеву «Просвіту».
Влітку 1917 року Липківський читав курс української мови на курсах українознавства в Олександрівську (нині Запоріжжі), що проходили з 6 по 27 липня. Слухачів було 182, з них вчителів і вчительок 158. Разом з Липківським лекторами були Д. Яворницький, В. Біднов, І. Труба та ін. Аналогічні курси були влаштовані наприкінці липня 1917 Катеринославською повітовою управою. Слухачів було 207. Мета курсів — дати підготовку педагогам повіту у зв'язку з введенням викладання українською мовою. Лекторами катеринославських курсів були Труба, Біднов, Якушка (мабуть, помилка в газеті, треба: Якуша), Липківський, Сушицький і Синявський.
Липківський був також одним з лекторів на тритижневих курсах українознавства, організованих з 21 червня 1917 року повітовим земством у Павлограді завдяки місцевій «Просвіті».